# Hildale
Hildale – miasto w Stanach Zjednoczonych, w stanie Utah, w hrabstwie Washington.